# Tadeusz Pluciński (architekt)

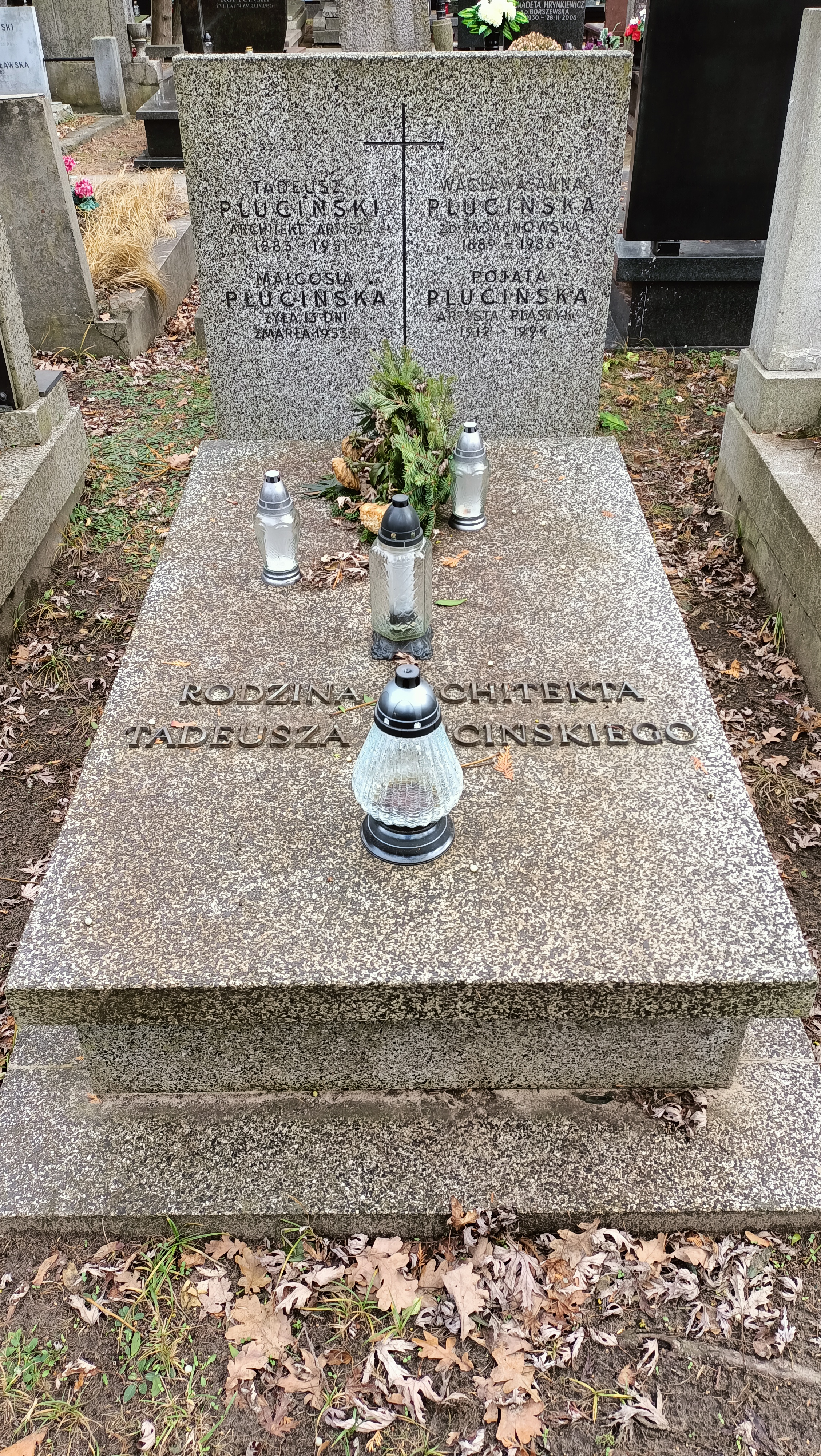
Grób Tadeusza Plucińskiego na Cmentarzu Wojskowym na Powązkach

Tadeusz Pluciński (ur. 28 września 1883 w Odessie, zm. 15 lutego 1951 w Drewnicy) – polski architekt, budowniczy i nauczyciel akademicki.

## Życiorys
Urodził się nad Morzem Czarnym w rodzinie Maksymiliana. Miał starszego brata – Władysława, wojskowego.
Studiował na Wydziale Architektury Cesarskiej Akademii Sztuk Pięknych w Petersburgu, którą ukończył w 1911. Następnie został projektantem w petersburskiej pracowni architekta Mariana Lalewicza. Później, powołany na stanowisko profesora, wykładał na uniwersytecie w Niżnym Nowogrodzie. Jednocześnie w latach 1911–1914 publikował artykuły branżowe w rosyjskim czasopiśmie „Architekt” („Зодчий”).
W 1914 dla planowanej nowej fabryki materiałów wybuchowych zaprojektował budynki produkcyjne i mieszkalne. Po skierowaniu projektu do realizacji nadzorował budowę kompleksu, który był wznoszony w lasach pod Niżnym Nowogrodem. Tam w 1919 przyszła na świat jego córka Maryna.
Po odzyskaniu przez Polskę niepodległości rozpoczął starania o powrót do kraju. Miał zostać przeniesiony do dalekiej, nadwołżańskiej Samary, więc musiał się śpieszyć z uzyskaniem potrzebnych dokumentów, które mógł otrzymać tylko w Moskwie. W wyjazdach dopomógł mu dyrektor fabryki, którym został po rewolucji październikowej. Wcześniej był majstrem budowlanym i jego pracownikiem, który okazał się człowiekiem życzliwym i uczynnym. Dawał mu często delegacje do Moskwy, żeby mógł załatwić sprawy wyjazdu. Druga osobą, która mu w tym pomagała już oficjalnie był jego starszy brat – pułkownik Wojska Polskiego. W rezultacie w 1923 razem z rodziną przyjechał do Polski.
Już w kraju kontynuował pracę architekta i nauczyciela. Na Wydziale Architektury Politechniki Warszawskiej otrzymał stanowisko starszego asystenta w katedrze architektury starożytnej. Nauczał także w Żeńskiej Szkole Architektury im. Stanisława Noakowskiego i Państwowej Szkole Technicznej (obecnie IX Liceum Ogólnokształcące im. Klementyny Hoffmanowej) w Warszawie. Ponadto wstąpił do Oddziału Warszawskiego Stowarzyszenia Architektów Rzeczypospolitej Polskiej (SARP), Towarzystwa Opieki nad Zabytkami i Polskiego Towarzystwa Artystycznego.
Wybuch II wojny światowej zastał go w Oszmianie na Wileńszczyżnie. Miał tam z żoną dom i posiadłość, w której rodzina spędzała miesiące letnie. Tam też przeżył najpierw okupację sowiecką, a potem niemiecką. Po przyłączeniu Wileńszczyzny do ZSRR przyjechał z rodziną do Polski o nowych granicach w 1945 z pierwszym transportem repatriantów. Kierowniczką pociągu była jego córka Maryna. Po przyjeździe rodzina i on zdecydowali się na osiedlenie w Warszawie.
Zmarł w podwarszawskiej Drewnicy. Pochowany został na Cmentarzu Wojskowym na Powązkach w Warszawie (kwatera G-0-17).

## Dokonania
- Budynki fabryczne i mieszkalne pod Niżnym Nowogrodem (1914)[3]
- Rozbudowa szpitala psychiatrycznego w Tworkach[1] zgodnie z koncepcją „miasta ogrodu” Witolda Łuniewskiego

### Konkursy
- Projekt Domu Towarowego Wzajemnego Kredytu „Znak Południa” w Petersburgu (1915) – współautor: Władysław Jastrzębski
- Projekt spółdzielczego budynku mieszkalnego pracowników Ministerstwa Spraw Zagranicznych w Warszawie przy ul. Filtrowej 69 (1929) – współautor: Władysław Jastrzębski (I nagroda)